# 弗尔施泰滕
弗尔施泰滕（德語：Vörstetten，發音：[ˈfœʁˌʃtɛtn̩]）是德国巴登-符腾堡州弗赖堡行政区埃门丁根县的市镇，面积7.88平方千米，2023年12月31日人口为3,181人。